# Riede
Riede è un comune di 2 922 abitanti della Bassa Sassonia, in Germania.
Appartiene al circondario (Landkreis) di Verden (targa VER) ed è parte della comunità amministrativa (Samtgemeinde) di Thedinghausen.
Il territorio comunale comprende anche le frazioni di Heiligenbruch e Felde.